# Alfred Nettelbrandt
Magnus Alfred Nettelbrandt, född 5 mars 1918 i Föllinge församling, Jämtlands län, död 2 juli 2010, var en svensk direktör. Han var gift med Cecilia Nettelbrandt.
Nettelbrandt, som var lantbrukarson, lämnade Birka folkhögskola 1937, avlade studentexamen 1941, diplomerades från Socialinstitutet 1945, blev juris kandidat 1949, ombudsman i Svenska väg- och vattenbyggares riksförbund 1950, förste ombudsman i Sveriges civilingenjörsförbund 1954 och direktör där 1957. 
Nettelbrandt var ledamot av Stockholms läns landsting, juryman i Stockholms rådhusrätt, huvudman i Stockholms Sparbank, revisor i Solna stad och församling samt ett flertal aktiebolag.